# Macromex
Macromex este unul dintre cei mai mari jucători din industria de food din România, care activează pe segmentul produselor alimentare cu temperatură controlată. Compania a fost înființată în anul 1993 și este controlată de Dan Minulescu. 
Macromex are în portofoliu o serie de branduri proprii care s-au remarcat prin inovație și care au devenit rapid extrem de relevante pe segmentul lor, precum Edenia, La Strada Arhivat în 13 februarie 2015, la Wayback Machine. sau Corso. Gama de produse este întregită și de alte branduri proprii Macromex - Gruia, Azuris, Casa Gruia, dar și de brandurile partenere - La Lorraine, Dr. Oetker, President, Akadia, Philadelphia, Farm Frites, Mars.
Macromex deține 2 depozite în orașele București, Câmpia Turzii și 5 puncte de cross docking la Arad, Craiova, Brașov, Bacău, Constanța.
Număr de angajați în 2014: 412
Cifra de afaceri
- 2014: 110 milioane euro
- 2010: 100 milioane euro [2]
- 2007: 90 milioane euro [3]

## Istorie
Istoria Macromex începe în 1993 când compania își face apariția pe piață ca distribuitor de produse cu temperatură controlată. Macromex devine apoi un partener strategic pentru mulți producători puternici care decid să se bazeze pe serviciile sale pentru a susține branduri importante precum President, Dujardin, Farm Frites, Philadelphia sau Dr. Oetker. Compania lansează apoi o serie de branduri proprii care se remarcă prin inovație și care devin extrem de relevante pe segmentul lor: Edenia - brandul multi-categorie de produse congelate de o calitate superioară, lider pe segmentul premium, La Strada - brandul care a adus moda în industria înghețatei, devenind prima înghețată prêt-à-porter din lume, Corso - înghețata cool a noii generații. 
- 1993, Decembrie - Macromex se înființează în București, activând pe segmentul produselor cu temperatură controlată.
- 1994-1997- Perioada de creștere și expansiune în țară.
- 1998 - Începutul colaborării cu Campofrio – care achiziționează o fabrică în România.
- 2000 - Colaborarea cu Lactalis devine un parteneriat stabil, iar Macromex devine distribuitor exclusiv pentru President - cel mai cunoscut brand de produse lactate franțuzești din lume, destinate segmentului premium.
- 2001, Mai - Încep operațiunile Convenience pentru OMV.
- 2004, Octombrie - Sadia și Macromex decid să-și unească forțele și să creeze un parteneriat exclusiv pe piața din România.
- 2004 - Lansarea Casa Gruia, brandul ce se adresează segmentului mainstream cu o gamă largă de preparate congelate și refrigerate din carne.
- 2005 - Operațiunile Convenience se extind la  Mol și Petrom, iar în decembrie, Lekkerland, cel mai mare operator convenience din Europa, preia în totalitate acțiunile Macromex Convenience.
- 2005 - Macromex devine lider necontestat al pieței de produse congelate în România, poziție menținută și în prezent.
- 2006, Ianuarie - În București, se deschide noul centru de distribuție Macromex multi-temperatură. Este cel mai modern din România, cu tehnologie pick by voice în premieră.
- 2008, Iulie - Demarează distribuția în retail în Cehia prin Macromex Cehia,
- 2008, Iulie - Debutează parteneriatul dintre  Macromex și La Lorraine Belgia în scopul construirii unei fabrici[4] de brutărie congelată la Câmpia Turzii. Macromex începe de asemenea, distribuția pe piața din România pentru brutăria congelată La Lorraine.
- 2009, Martie - După un an de pregătire, Macromex demarează proiectul pentru înghețata Algida, cuprinzând toate canalele de distribuție. Algida devine lider de piață pe segmentul Take Home și numărul 2 pe segmentul impuls.
- 2009, Mai - Macromex devine distribuitorul exclusiv pentru Dr. Oetker pe categoriile pizza, deserturi proaspete și produse din soia refrigerate (Pizza Ristorrante, Pizza Guseppe, Pizza Tradizionale, Bistro Baguette, Paula, Inedit).
- 2010, Decembrie - Parteneriat strategic cu Dujardin, prin care cel mai important brand din portofoliul Macromex (Dujardin - legume congelate) devine brand propriu.
- 2011 - Macromex lansează brandul de pește congelat Azuris, cu o sortimentație bogată (file de pește, trunchi de pește, pește întreg) și un excelent raport calitate-preț.
- 2011 - Macromex lansează brandul Edenia. Este primul masterbrand din România de produse congelate de o calitate superioară, ce acoperă mai multe categorii. La scurt timp de la lansare, Edenia devine lider pe segmentul premium.
- 2011, Noiembrie - Are loc deschiderea oficială a primei fabricii ultra moderne de pâine congelată din România – La Lorraine Romania, în Câmpia Turzii [5] .
- 2012, Iulie - Macromex lansează brandul de lactate Gruia, cu un design unic de ambalaj, care exprimă naturalețea și accesibilitatea produselor. Texturile literelor de pe ambalaj sunt alcătuite chiar din produsele aflate în interior: din unt, telemea, cașcaval sau chiar brânză topită.
- 2013, Martie - La Campia Turzii începe construcția celui mai avansat centru de distribuție de produse congelate din România, cu o capacitate de peste 17.000 de paleți. Noul depozit va include un High-Bay complet automatizat, de 42 metri înălțime, ce va funcționa la o temperatură de -24°C in interior.
- 2013 - Macromex preia distribuția înghețatei Mars – cele mai îndrăgite batoane de ciocolată la nivel mondial, oferite sub formă de batoane de înghețată (Snickers, Mars, Bounty și Twix).
- 2013 - Macromex lansează brandul de înghețată Corso, care devine rapid cea mai cool înghețată a noii generații. Corso setează noi tendințe, lansând mereu arome originale și cele mai crazy și delicioase combinații de înghețată.
- 2013 - Lansarea înghețatei La Strada sub un concept unic: înghețata fashion – prima înghețată pret-a-porter din lume. Cu o colecție impresionantă de arome și ingrediente autentice, La Strada fascinează prin diversitate și inspirație.
- 2013, Noiembrie - La fabrica La Lorraine România se instalează a doua linie de producție, destinată produselor rustice.
- 2014, Aprilie - Finalizarea complexului logistic de la Câmpia Turzii – Edenia Distribution Center.
- 2014, Septembrie - Înghețata Corso devine brandul nr. 1 pe această piață, în urma campaniei integrate de comunicare „Of Corso”, care i-a avut ca ambasadori pe Corina & Connect-R.
- 2014, Septembrie - Deschiderea oficială a complexului logistic Edenia Distribution Center din Câmpia Turzii, care conține și cel mai înalt High-Bay de produse congelate din Europa (42 metri)